# St. Michael (Cremlingen)

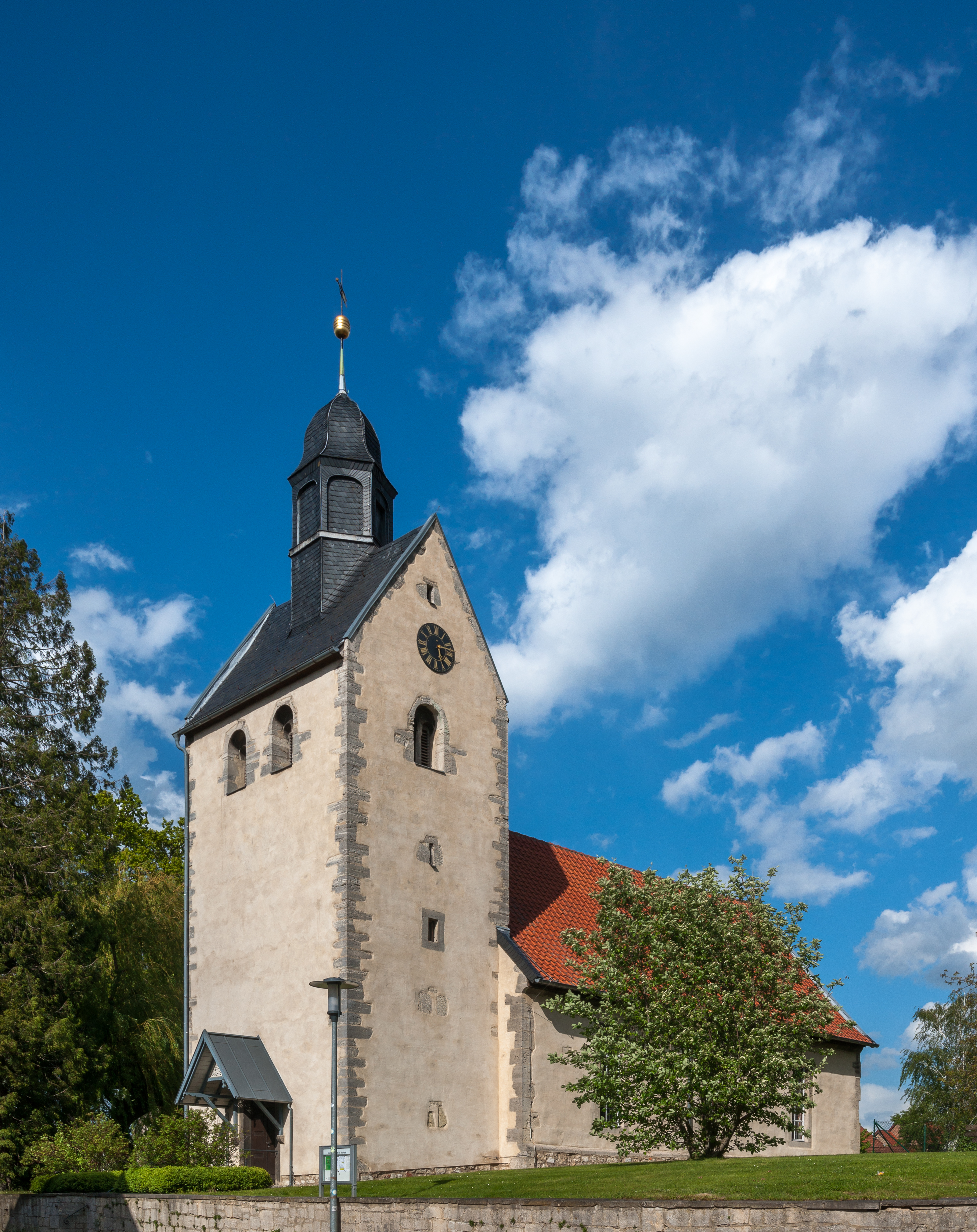
St. Michael

Die evangelisch-lutherische, denkmalgeschützte Kirche St. Michael steht in Cremlingen, einer Gemeinde im Landkreis Wolfenbüttel von Niedersachsen. Die Kirchengemeinde gehört zum Pfarrverband Zwölf Apostel in der Propstei Königslutter der Evangelisch-lutherischen Landeskirche in Braunschweig.

## Beschreibung
Die spätgotische Saalkirche wurde 1454 gebaut, wie an der Südseite des Kirchenschiffs angegeben ist. Der spätromanische, querrechteckige Kirchturm im Westen wurde vom Vorgängerbau übernommen. Das Kirchenschiff ist mit einem Satteldach bedeckt, ebenso der Kirchturm, aus dessen Satteldach sich ein sechsseitiger, schiefergedeckter Dachreiter erhebt. Das oberste Geschoss des Kirchturms ist mit Biforien als Klangarkaden versehen, hinter denen sich der Glockenstuhl befindet, in den eine 1647 gegossene Kirchenglocke hängt. Der rechteckig abgeschlossene Chor ist innen mit einem Kreuzrippengewölbe überspannt. Um 1960 wurden die spätgotischen Deckenmalereien freigelegt. In der östlichen Kappe ist Christus als Pantokrator dargestellt. Ein Relief mit einer Kreuzigungsgruppe befand sich ursprünglich an der Vorderseite im Osten.